# باتريك سكيهان
باتريك وليام سكيهان (بالإنجليزية: Patrick W. Skehan)‏ (30 سبتمبر 1909 - 9 سبتمبر 1980) باحث سامي. ورئيس قسم اللغات والآداب السامية والمصرية في الجامعة الكاثوليكية الأمريكية وأستاذ زائر في المعهد البابوي للكتاب المقدس في روما. في عام 1953 أصبح عضوًا في فريق تحرير مخطوطات البحر الميت. رُسم كاهناً في الكنيسة الكاثوليكية.